# Krigsåret 1721

## Pågående krig
- Stora nordiska kriget (1700 - 1721)[1]
  - Ryssland, Polen-Litauen och Sachsen.
  - Sverige och Holstein-Gottorp på andra sidan.

## Årets händelser

### Maj
- Maj-juni - Ryska flottan härjar Norrlandskusten. Hudiksvall, Härnösand, Piteå, Sundsvall, Söderhamn och Umeå bränns av ryssarna, men Gävle försvaras.
- 25 maj - Slaget vid Selånger slutar med rysk seger och Sundsvalls nedbränning. Det sista fältslaget i Stora nordiska kriget.

### Augusti
- 30 - Freden i Nystad mellan Sverige och Ryssland avslutar Stora nordiska kriget.

### Fotnoter
1. ↑  ”World Statesmen”. http://www.worldstatesmen.org/WARS.html. Läst 28 juni 2011.